# Capraita nigrosignata
Capraita nigrosignata är en skalbaggsart som först beskrevs av Schaeffer 1920.  Capraita nigrosignata ingår i släktet Capraita och familjen bladbaggar. Inga underarter finns listade i Catalogue of Life.